# Szklana (województwo pomorskie)
Szklana (dodatkowa nazwa w j. kaszub. Szklanô) – wieś kaszubska w Polsce, położona w województwie pomorskim, w powiecie kartuskim, w gminie Sierakowice.
| SIMC    | Nazwa     | Rodzaj    |
| ------- | --------- | --------- |
| 0171440 | Przylesie | część wsi |

W latach 1975–1998 miejscowość położona była w województwie gdańskim.